# Prawo lokacyjne
Prawo lokacyjne – średniowieczne zbiory przywilejów i statutów, jakimi podmiot lokujący obdarzał założone miasto lub wieś. Zwykle poszczególne lokacje dokonywały się na podstawie pewnego wzorcowego, wypracowanego w jakimś innym miejscu, modelu, np. prawo magdeburskie. 

## Źródła
Przepisy lokacyjne doczekały się w Rzeszy uregulowania w dokumencie znanym jako Zwierciadło saskie. Elementy prawa polskiego zachowały się w księdze henrykowskiej, księdze elbląskiej, a także Liber fundationis episcopatus Vratislaviensis (pol. Księdze uposażeń biskupstwa wrocławskiego) spisanej za czasów biskupa Henryka z Wierzbna w latach 1295–1305 wymieniającej szereg miejscowości lokowanych na prawie polskim iure polonico na historycznym Śląsku.

## Polska

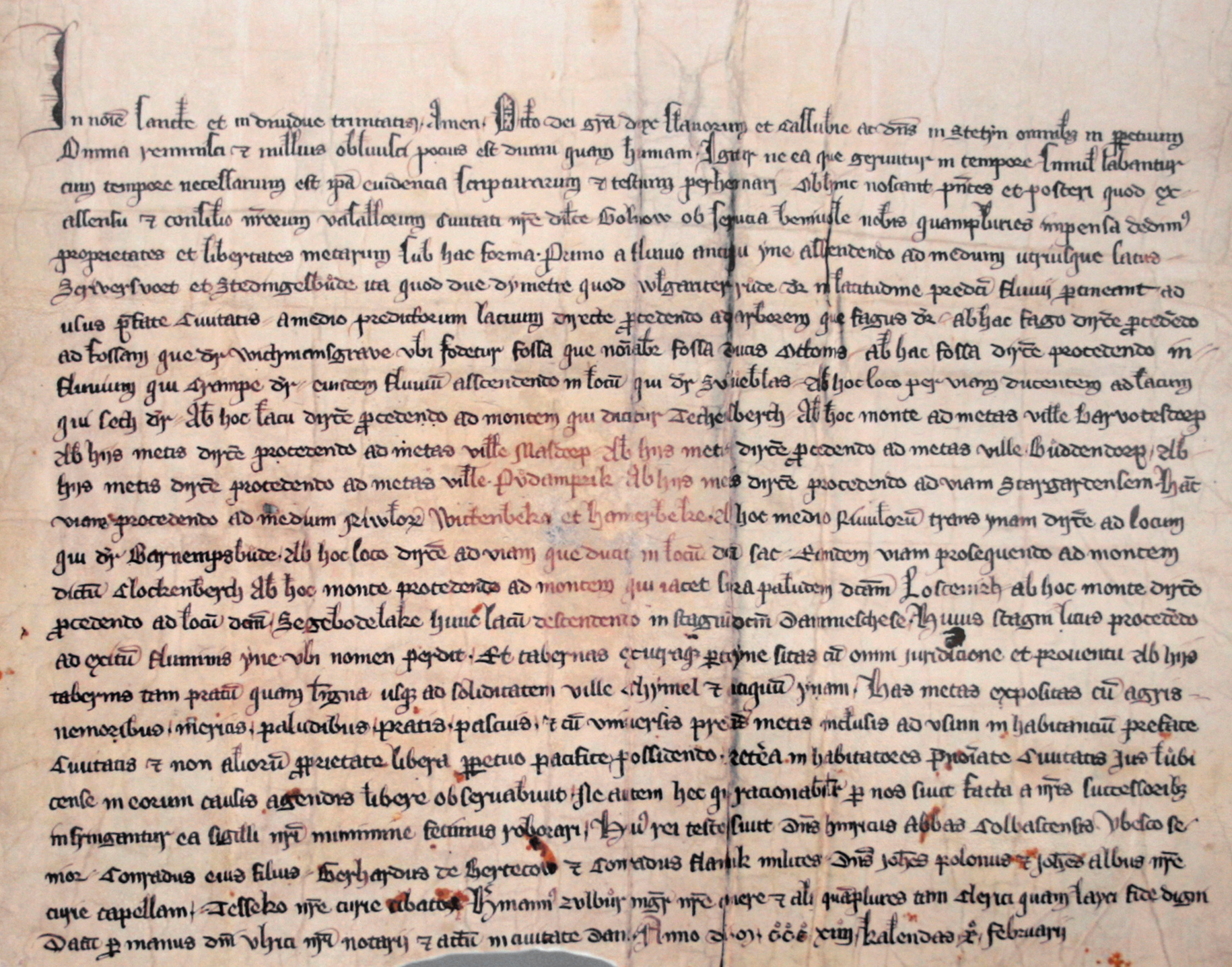
Akt lokacyjny Goleniowa

W dawnej Polsce, począwszy od XIII wieku, zakładano wsie lub miasta na prawie polskim iure polonico, połączone zwykle z wprowadzeniem niwowego układu pól i regularnej zabudowy. Później także przenoszono istniejące miejscowości z prawa polskiego na niemieckie. Akt lokacyjny wsi określał prawa i obowiązki zasadźcy i chłopów. Lokacja miast na prawie niemieckim gwarantowała zwykle w przywileju lokacyjnym prawa mieszczan, przyczyniając się m.in. do rozwoju gospodarki towarowo-pieniężnej i uniezależnienia miasta od feudałów; chłopi otrzymywali dziedziczne prawo do ziemi, wieś – autonomiczny sąd.
W zależności od charakteru i obowiązków osady nadawano jej różne prawa.

## Najczęściej stosowane prawa
- prawo chełmińskie
- prawo lubeckie – pochodzące z Rzeszy prawo, na bazie którego powstało najpierw portowe miasto Lubeka
- prawo magdeburskie – najpowszechniejsze, zwane także prawem niemieckim, oparte było na wzorcowym modelu lokacyjnym, za jaki uważano statuty nadane miastu Magdeburg
- prawo polskie – prawo Polski od X wieku do 1320 r.
- prawo pruskie – stosowane w dominium warmińskim oraz państwie krzyżackim.
- prawo średzkie – stworzone na podstawie lokacji Środy Śląskiej, która z kolei powstała na bazie praw miasta Halle (Henryk I Brodaty ze względu na konflikt z arcybiskupstwem Magdeburga nie chciał korzystać z tamtejszego prawa)
- prawo wołoskie